# Agricultura en Chile

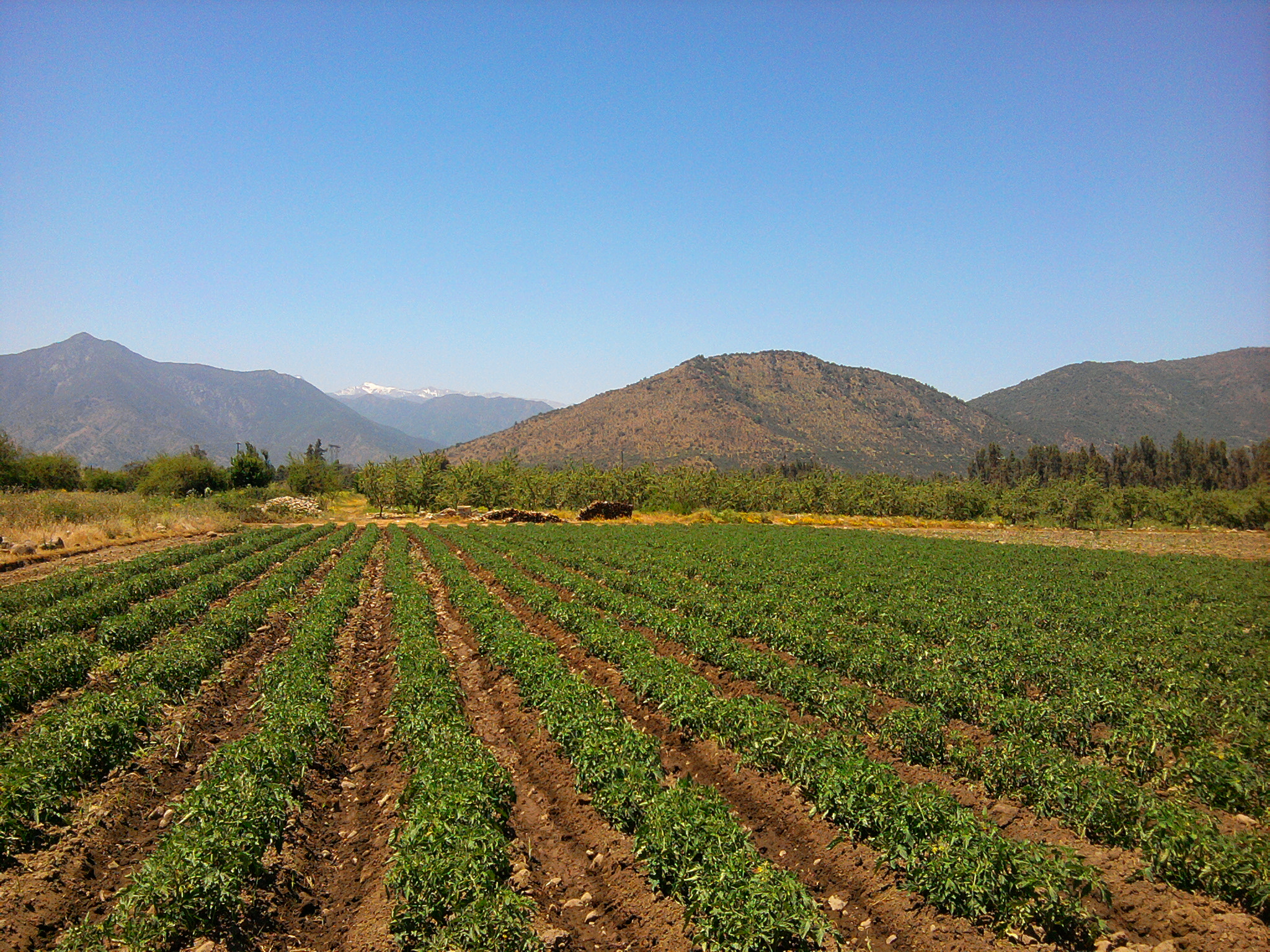
Cultivos de tomates en Rengo, Región de O'Higgins.

La agricultura en Chile tiene antecedentes prehispánicos en parte importante del territorio del país. Las primeras comunidades agrarias se establecieron en  el actual Norte Grande, por influencia de pueblos vecinos que habitaban lo que luego sería territorio de Bolivia y del Perú, y transmitieron sus saberes hacia el sur, hasta llegar a la zona de Chiloé, pocos siglos antes del arribo de los conquistadores españoles. Entre los cultivos prehispánicos se cuentan el maíz, la papa, el poroto y el zapallo. Con la colonización española se introdujeron, entre otros, el manzano, el olivo, el trigo y la vid (uva).
En 1838 se fundó la Sociedad Nacional de Agricultura y Colonización (actual SNA), la agrupación gremial más antigua de Chile, encargada de aglutinar a los diversos sectores de la agricultura y agroindustria y velar por sus intereses.
La regulación de esta actividad depende principalmente del Ministerio de Agricultura de Chile que es la institución del Estado encargada de coordinar, fomentar y orientar la actividad silvoagropecuaria de Chile. De acuerdo al Decreto Ley 294 de 1960, «su acción estará encaminada, fundamentalmente, a obtener el aumento de la producción nacional, la conservación, protección y acrecentamiento de los recursos naturales renovables y el mejoramiento de las condiciones de nutrición del pueblo».
La agricultura es diversa debido a la geografía de Chile, ofreciendo diversos productos agrícolas. Estos se venden y utilizan tanto internamente como para la exportación. De hecho, la agricultura chilena representa un gran porcentaje de las exportaciones del país a otras naciones.
La agricultura, que en 2005 ocupaba al 13,2 % de la mano de obra chilena, y la ganadería son las principales actividades de las regiones del centro y del sur del país. La exportación de frutas y verduras ha alcanzado niveles históricos al abrirse las puertas de los mercados asiáticos y europeos, al igual que productos de la explotación forestal, pesquera y de crustáceos. Un ejemplo de esto es que, durante los últimos años, Chile ha alcanzado a Noruega, el principal exportador del mundo de salmón, y se ha convertido en uno de los países más importantes en el rubro vitivinícola, donde se ubicó como quinto exportador y octavo productor del mundo en 2009.

## Producción
Chile es uno de los cinco mayores productores mundiales de cereza y arándano rojo y uno de los diez mayores productores mundiales de uva, manzana, kiwi, melocotón, ciruela y avellana, con su agricultura enfocada a la exportación de frutas de alto valor.
En 2018, Chile fue el noveno productor de uva en el mundo, con 2 millones de toneladas producidas; el décimo productor más grande de manzana en el mundo, con 1,7 millones de toneladas producidas; y el 6.º productor mundial de kiwi en el mundo, con 230 mil toneladas producidas, además de producir 1,4 millones de toneladas de trigo, 1,1 millones de toneladas de maíz, 1,1 millones de toneladas de patata, 951 000 toneladas de tomate, 571 000 toneladas de avena, 368 000 toneladas de cebolla, 319 000 toneladas de melocotón, 280 000 toneladas de pera, 192 000 toneladas de arroz, 170 000 toneladas de cebada, 155 000 toneladas de cereza, 151 000 toneladas de limón, 118 000 toneladas de mandarina, 113 000 toneladas de naranja, 110 000 toneladas de aceitunas y 106 000 toneladas de arándano rojo, además de producciones menores de otras productos.

## Principales productos de la agricultura chilena
Los principales productos agrícolas de Chile son:
- Cereales: avena, maíz y trigo.
- Frutas: duraznos, callampas secas, peras y uvas.
- Verduras: ajos, cebollas, espárragos y habas.

En 2010, los veinte productos chilenos más importantes por su valor eran: uvas, carne de cerdo, leche fresca, carne de pollo, carne vacuna, manzanas, tomates, paltas, trigo, duraznos y nectarinas, kiwis, ciruelas y endrinas, papas, huevos, carne de pavo, cerezas, peras, maíz verde, almendras y cebollas.

Ese mismo año, Chile se situaba entre los veinte mayores productores mundiales de lupinos (1.°), paltas (2.°), kiwis (3.°), fibra de cáñamo (4.°), ciruelas y endrinas (5.°), fibras semejantes a yute (6.º), uvas (7.°), duraznos y nectarinas (8.°), carne de pavo (8.°), fibra y estopa de lino (9.°), manzanas (10.°), avena (10.°), nueces (10.°), cerezas (10.°), alcachofas (11.°), otras fibras vegetales (13.º), espárragos (14.°), peras (14.°), maíz verde (15.°), carne de caballo (15.°), limones y limas (16.°), almendras (16.°), cera de abejas (17.º), fresas (17.°), lechuga y achicoria (17.°) y hortalizas leguminosas (20.º).
Desde la década de 2000 Chile ha tratado de impulsar la industria agroalimentaria con el fin de convertir a Chile en una potencia de este rubro.
En los últimos años, la tecnología agrícola ha crecido notablemente gracias al impulso de compañías extranjeras, como es el caso de Monsanto.